# Alt Ruppin
Alt Ruppin è una frazione della città tedesca di Neuruppin, nel Land del Brandeburgo.

## Geografia fisica
Alt Ruppin si trova sulla riva settentrionale del lago di Ruppin, nel punto in cui vi si immette il fiume Rhin.

## Storia
Alt Ruppin fu nominata per la prima volta nel 1237 come Olden Rupyn. Ottenne il titolo di città nel 1840.
Il 6 dicembre 1993 la città di Alt Ruppin fu aggregata alla città di Neuruppin.

## Amministrazione
La frazione di Alt Ruppin è governata da un «consiglio locale» (Ortsbeirat) di 9 membri.

### Esplicative
1. ↑  Letteralmente "Ruppin vecchia", in contrapposizione alla vicina Neuruppin – "Ruppin nuova".

### Bibliografiche
1. ↑  (DE) Alt Ruppin, su neuruppin.de.
2. ↑  (DE) Hauptsatzung der Fontanestadt Neuruppin, § 12, Abs. 1. (PDF), su neuruppin.de. URL consultato il 20 dicembre 2022 (archiviato dall'url originale il 22 aprile 2023).
3. ↑   Statistisches Bundesamt Deutschland - Namens- und Grenzänderungen der Gemeinden (archiviato dall'url originale il 1º agosto 2010).
4. ↑  (DE) Hauptsatzung der Fontanestadt Neuruppin, § 12, Abs. 2. (PDF), su neuruppin.de. URL consultato il 20 dicembre 2022 (archiviato dall'url originale il 22 aprile 2023).